# Кодяковка
Кодя́ковка (рос. Кодяковка) — село у складі Новосергієвського району Оренбурзької області, Росія.

## Населення
Населення — 45 осіб (2010; 109 у 2002).
Національний склад (станом на 2002 рік):
- росіяни — 87 %